# دارین بروکس
دارین بروکس (انگلیسی: Darin Brooks؛ زادهٔ ۲۷ مهٔ ۱۹۸۴) یک هنرپیشه اهل ایالات متحده آمریکا است.
از فیلم‌ها یا برنامه‌های تلویزیونی که وی در آن نقش داشته است می‌توان به ایالت کوهستان آبی اشاره کرد.